# Красна Естонія
Красна Естонія (рос. Красная Эстония) — присілок в Вешкаймському районі Ульяновської області Російської Федерації.
Населення становить 22 особи. Входить до складу муніципального утворення Стемаське сільське поселення.

## Історія
Від 2004 року входить до складу муніципального утворення Стемаське сільське поселення.

## Населення
| 2010 |
| ---- |
| 22   |